# أسترو

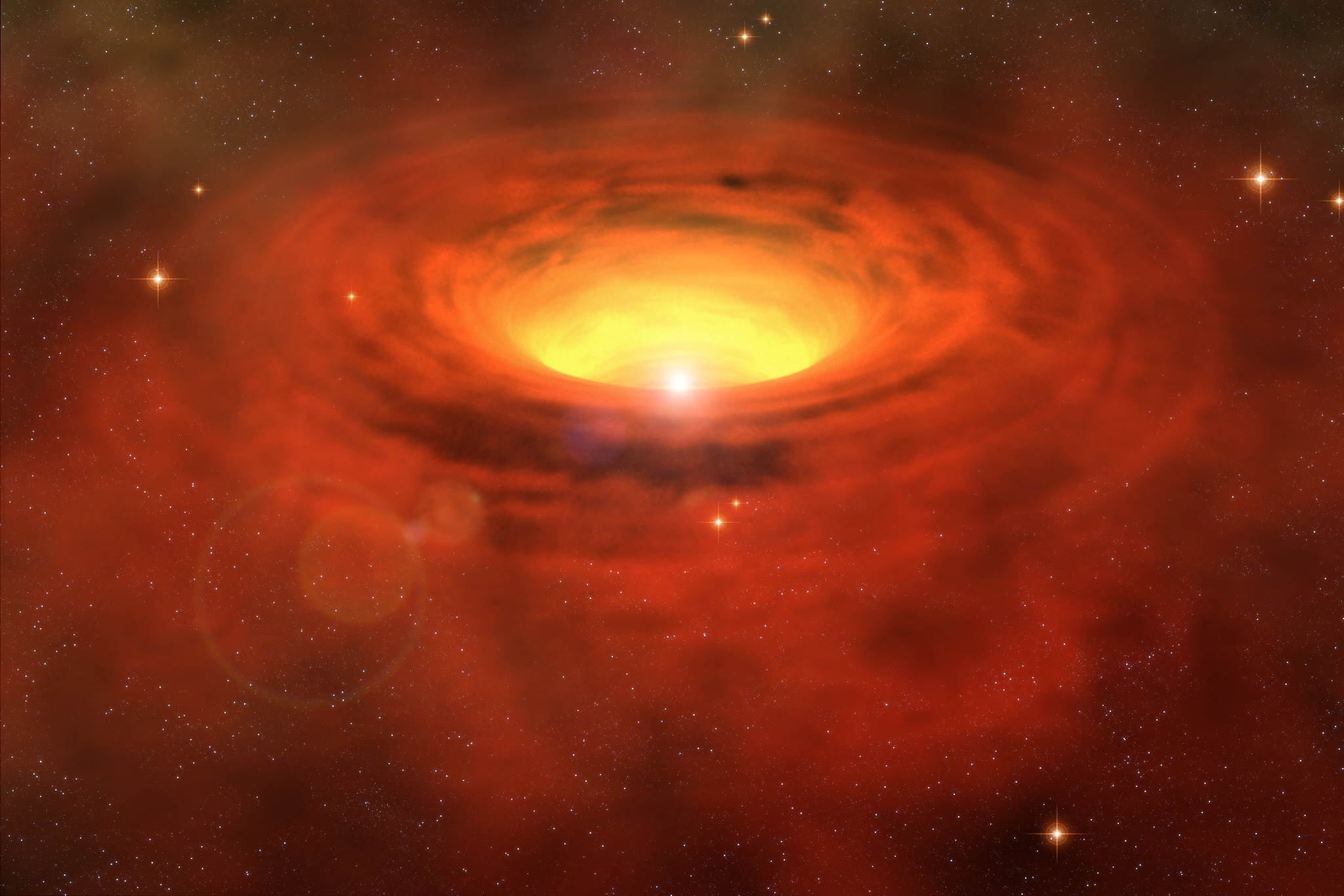
تصوير فني للنجم العملاق أسترو أو ما يعرف بإسم دبليو أو إتش جي 55.

أسترو، أو دبليو أو إتش جي 55 في الفلك هو ثاني أكبر نجم موجود في مجرة ماجلان الكبرى بعد WOH G64 و ذلك طبقا لقائمة أكثر النجوم معروفة، ومجرة ماجلان الكبرى تتبع مجرتنا مجرة درب التبانة وتبعد عنا نحو 170.000 سنة ضوئية. يبلغ نصف قطر هذا النجم العملاق نحو 1800 ضعف القطر الشمسي ويوجد في كوكبة أبو سيف التي ترى من نصف الكرة الأرضية الجنوبي.
ويعتبر أسترو عملاق عظيم فائق أحمر، تحوطه حلقة كثيفة من الغبار يبلغ نصف قطرها نحو 28.000 وحدة فلكية (المسافة بين الشمس والأرض تساوي 1 وحدة فلكية). ويعتقد العلماء أن هذا النجم العملاق سوف ينفجر قريبا في هيئة مستعر أعظم حيث أنه قد فقد أكثر من ثلثي كتلته.

## مواصفاته
- كتلته: ~16-22 كتلة شمسية
- نصف القطر: 1,540-2,000 نصف قطر شمسي
- تصنيف نجمي فئة:M7.5
- نجم متغير
- بعده عن الأرض: 169,000 سنة ضوئية
- قدر ظاهري :- 9.8
- ضياؤه: ~2.8×105 ضياء شمسي
- درجة حرارة سطحه:3,200 كلفن
- معدنية (فلك):
- دورانه حول محوره:
- عمره:
- يتبع مجرة ماجلان الكبرى

## وصلات خارجية
- موقع الكون في الإنترنت.